# Miron Lifintsev
Miron Aleksandrovitj Lifintsev (ryska: Миро́н Алекса́ндрович Лифи́нцев), född 26 april 2006 i Viborg, är en rysk simmare.

## Karriär
Vid kortbane-VM 2024 i Budapest tog Lifintsev guld på både 50 och 100 meter ryggsim samt noterade nytt världsrekord för juniorer i båda grenarna. I lagkapp blev det ytterligare tre guld på 4×100 meter medley, 4×50 meter mixed medley och 4×100 meter mixed medley.